# Азимов, Чингизхан Нуфатович
Чингизха́н Нуфа́тович Ази́мов (укр. Чингізхан Нуфатович Азімов; 16 декабря 1931, Казань — 10 октября 2002) — советский и украинский учёный-правовед, доктор юридических наук (1983), профессор (1985), профессор Харьковского юридического института. Член-корреспондент Национальной академии правовых наук Украины (1993), специалист в области гражданского права. Лауреат Государственной премии Украинской ССР в области науки и техники (1984).

## Биография
Чингизхан Азимов родился 16 декабря 1931 года в Казани, по национальности был русским. Начиная с 1933 года он жил в Горьком. С 1948 по 1951 год учился в специальной школе ВВС СССР, а окончив её поступил в Первое Вольское военное авиационно-техническое училище. В 1953 году Азимов окончил училище и начал службу в ВВС СССР. Имел офицерское звание. Одновременно со службой учился в Одесском филиале Всесоюзного заочного юридического института.
В 1961 году Чингизхан Нуфатович демобилизовался и начал работать в Харькове, на тракторосборочном заводе. В 1962 году поступил на заочный факультет Харьковского юридического института (ХЮИ), который окончил в 1965 году. После окончания ХЮИ, стал в нём работать на кафедре гражданского права, изначально занимал должности лаборанта, младшего научного сотрудника, с 1971 года был доцентом. С 1988 по 1993 год был заведующим этой кафедрой, а с 1993 года находился на профессорской должности.
Был членом КПСС (по состоянию на 1984 год).
В 1991 году был избран действительным членом Академии инженерных наук Украины, а два года спустя — в 1993 году — членом-корреспондентом Академии правовых наук Украины. В 1994 году был включён в научно-консультативный совет при Верховном суде Украины, также был членом учёного совета при патентном ведомстве. Входил в комиссии, которые занимались разработкой Гражданского и Хозяйственного кодексов Украины.
Чингизхан Нуфатович Азимов скончался 10 октября 2002 года.

## Научная деятельность

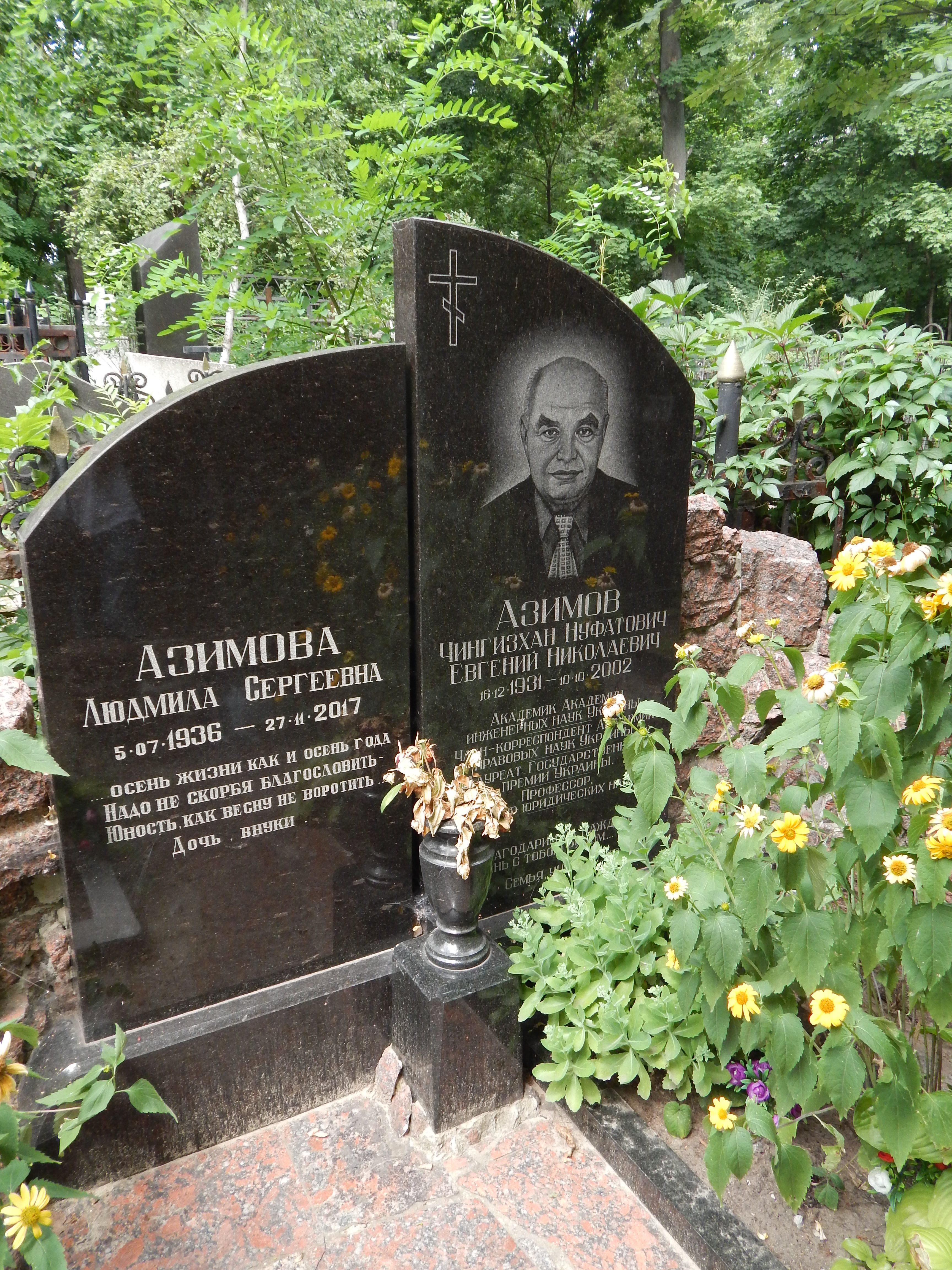
Могила на 2-м городском кладбище Харькова

Азимов специализировался на исследовании следующих аспектов гражданского права: промышленной собственности и научно-технического прогресса, способов обеспечения исполнения обязательств, защиты гражданских прав физических и юридических лиц, а также наследственного права.
В 1971 году Чингизхан Нуфатович защитил диссертацию на соискание учёной степени кандидата юридических наук по теме «Правовое регулирование служебных изобретений научно-исследовательских и конструкторских организаций», а в 1981 году докторскую диссертацию на тему «Договорные отношения в области научно-технического прогресса». В 1983 году стал доктором юридических наук. В 1974 году Азимову было присвоено ученое звание доцента, а в 1985 году — профессора.
Стал автором/соавтором более 100 научных трудов, основными из которых были: «Обеспечение исполнения обязательств» (1975), «Договоры на научно-исследовательской и конструкторской работе» (1976), «Советское гражданское право» (1977 и 1983, соавтор учебника), «Научно-техническая информация и право» (1978), «Договорные отношения в области научно-технического прогресса» (1981), «Гражданин, предприятие, закон» (1991), «Залоговое право» (1993), «Основы патентного права Украины (изобретение, полезная модель, промышленный образец, товарный знак)» (1994), «Обеспечение обязательств» (1995), «Гражданское право Украины» (2000, соавтор учебника). Участвовал в написании статей для шеститомника «Юридична енциклопедія».

## Награды и признание
Был награждён советскими медалями «Ветеран труда» и «40 лет Вооружённых Сил СССР».
В 1984 году, за изданный в 1983 году учебник для высших учебных заведений «Советское гражданское право», его авторы: В. П. Маслов, А. А. Пушкин, В. К. Попов, М. И. Бару, Ч. Н. Азимов, Д. Ф. Швецов, Ю. И. Зиоменко и В. С. Шелестов были награждены Государственной премией Украинской ССР в области науки и техники.
Также, «за успехи в научной работе и подготовке научных кадров» был удостоен Почётной грамоты Президиума Верховного Совета Республики Беларусь.
В 1995 году имя Чингизхана Нуфатовича Азимова было внесено в «Золотую книгу украинской юстиции». Являлся почётным судьей города Цинциннати (штат Огайо, США).